# Filip II. (Tizian, 1551)
Obraz Filip II., namalovaný italským malířem Tizianem v roce 1551, je jedním z portrétů španělského vladaře Filipa II. Španělského. Jak ukázalo rentgenové prozkoumání obrazu, portrét byl namalován na nedokončené verzi portrétu Karla V. v brnění. Sám Filip II. označil v osobní korespondenci svou podobiznu za malířem odbyté dílo.
Dva roky po svém vzniku byl portrét darován Filipově budoucí manželce Marii Tudorovně. Po její smrti visel v Alcázaru a poté v madridském královském paláci. V roce 1827 přešel do sbírek muzea Prado Jeho inventární číslo je P-411.